# 鳥取県道209号大滝白水線
鳥取県道209号大滝白水線（とっとりけんどう209ごう おおたきしらみせん）は、鳥取県西伯郡伯耆町を通る一般県道である。

## 概要
西伯郡伯耆町大滝から西伯郡伯耆町白水に至る。

### 路線データ
- 起点：西伯郡伯耆町大滝（鳥取県道52号岸本江府線交点）
- 終点：西伯郡伯耆町白水・白水交差点（国道181号交点）
- 総延長：6.4 km

## 地理

### 通過する自治体
- 西伯郡伯耆町

### 交差する道路
| 交差する道路                             | 交差する場所 | 交差する場所      |
| ---------------------------------------- | ------------ | ----------------- |
| 鳥取県道52号岸本江府線 大山広域農道 重複 | 大滝         | 起点              |
| 国道181号 国道183号 重複 国道482号 重複  | 白水         | 白水交差点 / 終点 |

### 交差する鉄道
- 伯備線

### 沿線
- 白水川